# Zoraida Gómez
Zoraida Gómez, właściwie Zoraida Virginia Gómez Sanchez (ur. 31 maja 1985 w mieście Meksyk) – meksykańska aktorka.
Zoraida występowała w różnych produkcjach, jednak jej największym sukcesem jest rola Jose Lujan w serialu młodzieżowym Zbuntowani. W 2006 roku razem z Angélique Boyer i Estefanía Villarreal założyła zespół C3QS, który mimo popularności debiutanckiego singla No me importa przestał istnieć.

## Filmografia
- 2010–2011: Kiedy się zakocham... (Cuando me enamoro) jako Julieta Montiel
- 2008–2009: En Nombre del Amor jako Liliana Martínez
- 2007: Lola, Érase Una Vez jako Rafaela Santo Domingo Torres-Oviedo
- 2004–2006: Zbuntowani (Rebelde) jako Jóse Luján Landeros
- 2003: Enamórate jako Darketa
- 2002: Agua y aceite jako Mariana
- 1996: Cañaveral de pasiones jako Julia
- 1996: Culpa, La jako Ceci
- 1996: Azul jako La Chamos
- 1995: Imperio de cristal jako Katia González Vidal